# وارن بورل
وارن بورل (انگلیسی: Warren Burrell؛ زادهٔ ۳ ژوئن ۱۹۹۰) بازیکن فوتبال اهل بریتانیا است.
از باشگاه‌هایی که در آن بازی کرده‌است می‌توان به باشگاه فوتبال منزفیلد تاون، باشگاه فوتبال شفیلد، باشگاه فوتبال باکستون، باشگاه فوتبال هروگیت تاون، و باشگاه فوتبال لیک تاون اشاره کرد.